# Aspen (film)
Pour les articles homonymes, voir Aspen (homonymie).
Pour plus de détails, voir Fiche technique et Distribution.
Aspen est un film documentaire américain réalisé par Frederick Wiseman et sorti en 1991.

## Synopsis
Le film s'intéresse à la ville d'Aspen, réputée pour ses sports d'hiver et sa population bien souvent aisée. Le réalisateur observe l'attention portée aux corps (soin, sport, loisir) et au spirituel (arts, religion).

## Fiche technique
- Titre : Aspen
- Réalisation : Frederick Wiseman
- Photographie : John Davey
- Son : Frederick Wiseman
- Montage : Frederick Wiseman
- Production : Frederick Wiseman
- Société(s) de production : Zipporah Films
- Pays d'origine :  États-Unis
- Langue originale : anglais
- Format : couleur
- Genre : documentaire
- Durée : 146 minutes (2 h 26)
- Date de sortie :
  - États-Unis : 1991